# نیمه تاریک ماه (تور)
تور نیمه تاریک ماه (به انگلیسی: Dark Side of the Moon Tour) یک تور/کنسرت از گروه موسیقی پراگرسیو راک پینک فلوید بود که در سال‌های ۱۹۷۲ و ۱۹۷۳ برای حمایت از آلبوم نیمه تاریک ماهشان برگزار کرده بودند. این تور در دو مقطع انجام شد، مقطع اول قبل از انتشار آلبوم در سال ۱۹۷۲ است و مقطع بعدی بعد از انتشار آلبوم در سال ۱۹۷۳ صورت پذیرفت.

## تور ۱۹۷۲
در تورهای ۱۹۷۲ و قبل از انتشار آلبوم، عناوین آهنگ‌ها و نوع اجرای آهنگ‌ها با مشابهشان بعد از انتشار در آلبوم متفاوت بود، آهنگ «On The Run» تحت نام «The Travel Sequence» اجرا می‌شد، آهنگ Time با سرعت کمتر خوانده می‌شد و نیمه اول آهنگ را ریچارد رایت و گیلمور با هم می‌خواندند، همچنین این خط: «Lying supine in the sunshine» از این آهنگ را به جای خط «Tired of lying in the sunshine» در آهنگ زمان (نسخه آلبوم) می‌خواندند.
آهنگ «The Great Gig in the Sky» تحت عناوینی همچون «Religion» یا «The Mortality Sequence» اجرا می‌شد.
آهنگ Money با مقدمه‌ای طولانی از نواختن گیتار بیس آغاز می‌شد.
آهنگ Us and Them فاقد نواختن ساکسفون بود؛ برخلاف نسخهٔ آلبوم که دیک پری ساکسفون می‌نواخت.

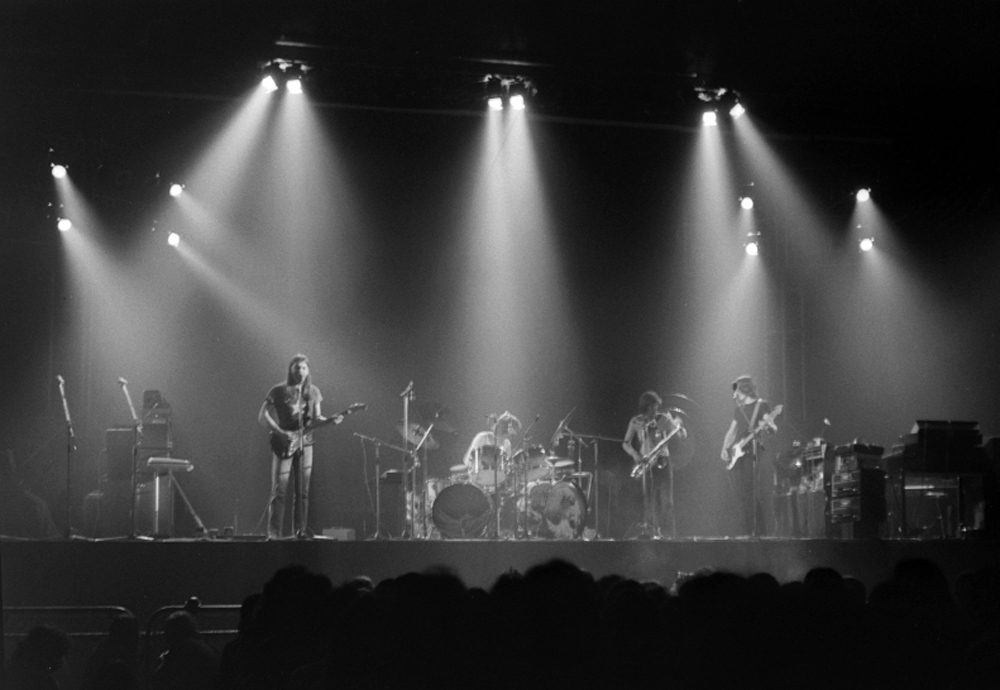
پینک فلوید در حال اجرای نیمه تاریک ماه در سال ۱۹۷۳ Earls Court Exhibition

## تور ۱۹۷۳
پینک فلوید دو تور کوتاه مدت در سال ۱۹۷۳ در آمریکا برگزار کرد، یکی در ماه مارس و همزمان با انتشار آلبوم جدیدش نیمه تاریک ماه و دیگری در ماه ژوئیه بود. همچنین این اولین بار بود که پینک فلوید در تورهایش موسیقیدانانی را همراه خودش می‌برد، برخلاف تورهای قبل مانند تور مادر قلب‌اتمی که از موسیقیدانان ساکن در آن محل استفاده می‌کرد. موسیقیدانان در تور نیمه تاریک ماه شامل دیک پری (نوازنده ساکسیفون در آهنگ ما و آن‌ها و پول) و سه یا چهار زن (بانو) برای اجرای کُر بود. در ۴ نوامبر ۱۹۷۳ نیز پینک فلوید دو اجرا در Rainbow Theatre انجام داد.

### لیست آهنگ‌ها
نمونه‌لیستی که عمدتاً در این تور از آن استفاده می‌شده.
لیست اول
اجرای کامل نیمه تاریک ماه
لیست دوم
- «یه روز از این روزها»
- «مراقب تبر باش، یوجین»
- «پژواک‌ها»
- «دستگاه‌ها را تنظیم کن به سمت قلب خورشید»
- «یک نعلبکی رمز و راز» (اگر فرصت بود، تا ۲۲ سپتامبر ۱۹۷۲)
- «بلوز» (در صورت فرصت، رسماً هم در آلبومی منتشر نشده)
- «مادر قلب اتمی» (اگر وقت بود، تا ۲۲ می ۱۹۷۲)

یک لیست متعارف در تورهای ۱۹۷۳
لیست اول
- «تیره و تار در پشت ابر»
- «وقتی تو اینجایی»
- «دستگاه‌ها را تنظیم کن به سمت قلب خورشید، (بعضی مواقع با «پایان کودکی» جابه‌جا می‌شد از ۱ دسامبر ۱۹۷۲ تا ۱۰ مارس ۱۹۷۳)
- «مراقب تبر باش، یوجین»
- «پژواک‌ها»

لیست دوم
- اجرای کامل آلبوم «نیمه تاریک ماه»

## اعضای گروه
- نیک میسون - درامز و سازهای کوبه‌ای
- ریچارد رایت - کیبوردز، خواننده
- دیوید گیلمور - گیتار و خواننده
- راجر واترز - گیتار بیس و خواننده

همراه با:
- دیک پری - ساکسفون